# Filosofia de la ment
La filosofia de la ment és una branca de la filosofia que estudia la naturalesa de la ment, els esdeveniments, funcions i propietats d'aquesta, el conscient i la relació que té tot això amb el cos físic, particularment amb el cervell. Engloba estudis epistemològics sobre la manera com la ment es coneix a si mateixa i sobre la relació entre els estats mentals i els estats de cosa que aquests representen (intencionalitat), incloent estudis sobre la percepció i altres maneres d'adquisició d'informació, com la memòria, el testimoni (fonamental per l'adquisició del llenguatge) i la introspecció. Engloba encara la investigació de qüestions de l'ètica com la qüestió de la llibertat, normalment considerada impossible en cas que la ment segueixi lleis naturals. El problema ment-cos, o sigui la relació entre la ment i el cos, sovint es pren com l'aspecte central de la filosofia de la ment, encara que hi ha altres temes sobre la naturalesa de la ment que no involucren la seva relació amb el físic que també aixequen debat, entre d'altres com poden ser possibles la consciència i la naturalesa de certs estats mentals.
Les dues principals escoles de pensament que tracten el problema ment-cos són el dualisme i el monisme. El dualisme es remunta a Plató i les escoles de filosofia hindús del sankhya i el ioga, encara que no seria fins al segle xvii que René Descartes el formularia amb major precisió. Els dualistes ontològics argumenten que la ment és una substància independent del cos, mentre que el dualisme de propietats sosté que la ment és un grup de propietats independents que emergeixen del cervell i que no s'hi poden reduir, però que no és una substància diferent.
El monisme s'oposa a la ment i el cos com a dues entitats de tipus ontològicament diferents (substàncies independents). Aquesta visió s'advocà primerament a la filosofia occidental per Parmènides el segle V a.C.; el racionalista Baruch Spinoza la readoptà el segle xvii. Els fisicalistes defensen que només existeixen les entitats postulades per una teoria física i que els processos mentals tard o d'hora s'explicaran en termes d'aquestes entitats així com la teoria física segueixi evolucionant. Els fisicalistes mantenen diverses posicions amb relació a reduir les propietats mentals a propietats físiques (moltes les quals adoptes formes compatibles de dualisme de propietats), i l'estat ontològic d'aquestes propietats roman poc clar. Els idealistes sostenen que la ment és tot allò que existeix i que el món extern és o bé mental en si o bé una il·lusió creada per la mateixa ment. Els monistes neutrals com Ernst Mach i William James argumenten que els esdeveniments del món es poden classificar com a mentals (psicològics) o físics segons la xarxa de relacions en què entrin; d'altra banda, els monistes d'aspecte dual com Spinoza defensen que hi ha alguna altra substància neutral, de moment desconeguda, de la qual la matèria i la ment en són propietats. Els monismes més comuns dels segles XX i XXI són tots variacions del fisicalisme, entre ells el conductisme, el fisicalisme de tipus, el monisme anòmal i el funcionalisme.
La majoria de filòsofs de la ment moderns adopten una posició reductiva o no reductiva fisicalista, mantenint de diferents maneres que la ment no està separada del cos. Aquests enfocaments han estat molt influents a les ciències, especialment en els camps de la sociobiologia, les ciències de la computació, la psicologia evolucionista i les diverses neurociències. Tanmateix, alguns filòsofs adopten una postura no fisicalista que repta la noció de la ment com una mera construcció física. Els fisicalistes reductius afirmen que eventualment els reports científics de processos i estats fisiològics explicaran tots els estats i propietats mentals. Els no reductius argumenten que tot i que la ment no és una substància separada les propietats mentals supervenen aquelles físiques, o que els predicats i el vocabulari emprats a les descripcions i explicacions mentals són indispensables i no es poden reduir al llenguatge ni les explicacions de nivell més baix de la ciència física. El progrés neurocientífic continu ha ajudat a aclarir alguns d'aquests debats; no obstant, encara no estan ni de bon tros resolts. Els filòsofs de la ment moderns se segueixen demanant com es poden explicar les qualitats subjectives i la intencionalitat dels estats i propietats mentals en termes naturalístics.

## La naturalesa de la ment
La filosofia de la ment investiga questions com les següents:
- la ment és una col·lecció de pensaments i sentiments particulars o n'és una entitat superior?
- Si la ment fos una entitat, és una entitat física?
- Qina és la relació entre la ment i el cos?

## Esdeveniments mentals
Suposant que la ment no sigui cap mena de substància misteriosa, la qual no pot ser observada pels nostres sentits, però, a l'inrevés, que només hi hagi esdeveniments mentals. Així podríem investigar la relació entre la ment i el cos com si fos la relació entre esdeveniments mentals i esdeveniments físics. A partir d'aquesta suposició es preguntaria:
- Esdeveniments mentals són idèntics a esdeveniments físics? 
  - Si almenys en part sí, aleshores els esdeveniments mentals són explicables com esdeveniments físics.
  - Si és que no, alshores els esdeveniments físics no expliquen els esdeveniments mentals.

## Propietats mentals
Estats mentals són propietats mentals. Les preguntes són:
- El fenomen mental que anomenem dolor, per exemple, és només l'enervació de certes fibres cerebrals? 
  - Per a una resposta no vegeu el que Saul Kripke diu sobre el dualisme ment-cos.
  - L'argument de múltiple realitzabilitat també respon que no. Atribuïm els dolors a animals que tenen sistemes neurofisiològics molt difeents del nostre. Així, propietats físiques molt diferents porten al mateix tipus d'estat mental. Per tant, no cal que es doni un determinat tipus d'enervació cerebral per tenir un fenomen mental.

## Reduccionisme
Identificar la ment com entitats o propietats físiques és una forma directa de materialisme, així com dir que la psicologia és reductible a la biologia i, finalment, a la física.
Una de les maneres d'evitar el reduccionisme simple del que és mental a allò físic és apel·lant al concepte d'emergentisme o, més recentment, al concepte de superveniència, defensat especialment a partir de la filosofia de Donald Davidson.
Cal tenir en compte que ja des de la filosofia platònica, reforçada pel pensament cartesià, i per les creences religioses, s'ha tendit a creure en un dualisme que separa ment i cos, com si la ment pogués existir separadament del dos. No obstant això, ja des d'Aristòtil també s'ha defensat que la ment no pot existir de manera separada. En el conjunt de la història del pensament, per influència de les creences religioses, ha dominat la visió dualista platònica. No obstant això, des del segle XVIII i especialment des de mitjans del segle XX s'ha imposat, en la tradició filosòfica, la tesi monista: la ment és un producte de les funcions corporals i, especialment del sistema nerviós.
Per dir-ho de forma analògica: la ment no existeix separada del cos com la digestió no existeix sens estómac, fetge i intestins. És a dir, de la mateixa manera que la digestió és el nom que es dona al conjunt de processos del sistema digestiu (i que no pot existir sense aquest sistema), la ment és el nom que es dona a la sèrie de processos que es dona en el cervell, cerebel, medul·la espinal i conjunt del sistema nerviós. Ara bé, com a manifestació de noves propietats, es pot dir que la ment supervé al sistema nerviós i al conjunt del cos. La noció de superveniència, com la noció d'emergenetisme, eliminen la simplificació del simple reduccionisme del que és mental a allò físic.

## Funcionalisme
Molts filòsofs rebutgen el reduccionisme. El funcionalisme defensa que els estats mentals no són físics sinó funcionals. Un estat funcional descriu una relació entre certs estímuls sensorials (inputs) i certs comportaments i altres estats mentals (outputs).

## Processos cognitius
La filosofia de la ment també busca respostes per a preguntes com:
- Que és un procés cognitiu?
- Quina és la diferència entre un procés cognitiu i altres tipus de processos mentals?

## Consciència
La consciència és una de les àrees més problemàtiques de la filosofia i de la neurociència.
Descartes veu la consciència com un element teòric primitiu. És a dir que la consciència no pot ser explicada perquè se pressuposa.

## Psicologia popular
- Les categories emprades en la psicologia popular (creure, dubtar, voler, etc.) tenen algun valor científic?

## Corrents
Alguns corrents en la filosofia de la ment:
- Computacionalisme: Jerry Fodor
- Dualisme: David Chalmers, Saul Kripke
- Eliminativisme: Patricia Churchland, Paul Churchland
- Emergentisme: C.D. Broad
- Epifenomenalisme: Frank Jackson
- Monisme anòmal: Donald Davidson
- Externalisme: Tyler Burge, Donald Davidson, Saul Kripke, Hilary Putnam
- Externalisme actiu: David Chalmers, Andy Clark
- Funcionalisme: David Lewis
- Interaccionisme: Karl Popper, John Eccles
- Materialisme
- Monisme
- Naturalisme biològic: John R. Searle
- Reduccionisme: Jaegwon Kim
- Teleofuncionalisme: Ruth Millikan, David Papineau

## Filòsofs de la ment
- G. E. M. Anscombe
- Aristòtil
- D. M. Armstrong
- Ansgar Beckermann
- William Bechtel
- Sven Bernecker
- Ned Block
- Maurice Blondel
- Tyler Burge
- David Chalmers
- Roderick Chisholm
- Noam Chomsky
- Patricia Churchland
- Paul Churchland
- Andy Clark
- Francis Crick
- Donald Davidson
- Daniel Dennett
- René Descartes
- Fred Dretske
- Gerald Edelman
- Gareth Evans
- Owen Flanagan
- Jerry Fodor
- Tim van Gelder
- Alvin Goldman
- Stuart Hampshire
- Gilbert Harman
- Jennifer Hornsby
- Frank Jackson
- Immanuel Kant
- Jaegwon Kim
- Keith Lehrer
- David Lewis
- William Lycan
- Norman Malcolm
- Merab Mamardaixvili
- John McDowell
- Colin McGinn
- Maurice Merleau-Ponty
- Thomas Metzinger
- Thomas Nagel
- Alva Nöe
- David Papineau
- Christopher Peacocke
- Hollibert E. Phillips
- Hilary Putnam
- Anthony Quinton
- Georges Rey
- Richard Rorty
- John Searle
- Wilfrid Sellars
- Sydney Shoemaker
- J. J. C. Smart
- Ernest Sosa
- Robert Stalnaker
- John Wisdom
- Ali Sohani

## Textos
- João de Fernandes Teixeira. Filosofia da Mente: neurociência, cognição e comportamento. Claraluz: São Carlos, 2005.
- Maurice Blondel. 1893. L'Action. Alcan.
- David Chalmers. 1996. The Conscious Mind. Oxford: Oxford University Press.
- Paul Churchland. 1995. The Engine of Reason and Seat of the Soul. Cambridge, MA: MIT Press.
- Donald Davidson. 1987. "Conéixer la pròpia ment".
- Daniel Dennett. 1991. Consciousness Explained. Boston: Little, Brown and Company.
- René Descartes. 1641. Meditações sobre filosofia primeira
- Pascal Engel. 1994. Introduction à la philosophie de l'esprit. La Découverte: Paris.
- Samuel Guttenplan. 1999. A companion to the philosophy of mind. Malden, MA: Blackwell.
- Immanuel Kant. 1781 i 1787. Crítica de la raó pura.
- Louis Lavelle. 1991. De l'Acte. Aubier.
- Thomas Nagel. , 1974.
- Roger Penrose. 1989. The Emperor's New Mind: Computers, Minds and the Laws of Physics. Oxford: Oxford University Press.
- Hilary Putnam. 1975. El significat de 'significat
- Gilbert Ryle. 1949. El concepte d'esperit.
- John R.Searle. 2004. Mind: A Brief Introduction. Nova York: Oxford University Press.